# Печеніце
Печениці (словац. Pečenice) — село, громада округу Левіце, Нітранський край. Кадастрова площа громади — 7.92 км².
Населення 131 особа (станом на 31 грудня 2018 року).

## Історія
Печениці згадується 1135 року.

## Населення
| Рік:            | 1994. | 2004.    | 2014.   | 2024.   |
| --------------- | ----- | -------- | ------- | ------- |
| Кількість осіб: | 148   | 129      | 121     | 127     |
| Різниця:        |       | -12,83 % | -6,20 % | +4,95 % |

| Рік:            | 2023. | 2024.   |
| --------------- | ----- | ------- |
| Кількість осіб: | 131   | 127     |
| Різниця:        |       | -3,05 % |